# Belaïd Lacarne
Belaïd Lacarne (Arabisch: بليد لكرن) (Sidi Bel Abbes, 26 oktober 1940 – aldaar, 15 oktober 2024) was een Algerijns voetbalscheidsrechter. Hij was FIFA-arbiter van 1980 tot 1986. Lacarne leidde één wedstrijd op het WK voetbal 1982 (Argentinië-Hongarije), en trad bij datzelfde toernooi vijf keer op als grensrechter, onder meer tijdens de troostfinale tussen Frankrijk en Polen (2-3). Hij floot één duel tijdens de Olympische Spelen in Moskou.
Lacarne overleed op 15 oktober 2024 op 83-jarige leeftijd.

## Interlands
| Datum            | Wedstrijd                    | Uitslag | Competitie        | Kreeg geel | Kreeg voor de tweede keer geel en dus rood | Weggestuurd |
| ---------------- | ---------------------------- | ------- | ----------------- | ---------- | ------------------------------------------ | ----------- |
| 21 juli 1980     | Tsjecho-Slowakije – Colombia | 3 – 0   | Olympische Spelen | 2          | 0                                          | 0           |
| 1 november 1980  | Italië – Denemarken          | 2 – 0   | WK-kwalificatie   | 2          | 0                                          | 0           |
| 18 juni 1982     | Argentinië – Hongarije       | 4 – 1   | WK-eindronde      | 0          | 0                                          | 0           |
| 30 november 1983 | Algerije – Zwitserland       | 1 – 2   | Vriendschappelijk | ?          | ?                                          | ?           |
| 5 april 1985     | Egypte – Madagaskar          | 1 – 0   | WK-kwalificatie   | ?          | ?                                          | ?           |